# Waleri Beim
Waleri Beim (hebräisch ולרי ביים‎; * 17. März 1950) ist ein österreichischer Schach-Großmeister, Schachtrainer und Schachautor.

## Werdegang
Waleri Beim stammt aus Odessa und emigrierte Anfang der 1990er Jahre nach Israel. Bei der Schacholympiade 1990 in Novi Sad war er Mitglied der israelischen Mannschaft. Im Jahr 1994 verlieh ihm die FIDE den Titel Großmeister.

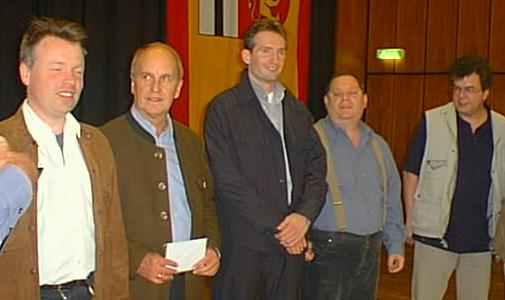
TV Tegernsee, Sieger der Deutschen Blitzmannschaftsmeisterschaft 2004 in Bad Godesberg (vlnr.: Gerald Hertneck, Horst Leckner, Markus Stangl, Waleri Beim und Klaus Bischoff).

In der deutschen Schachbundesliga spielte Beim von 1999 bis 2009 beim TV Tegernsee, mit dem er auch 2004 und 2009 deutscher Mannschaftsmeister im Blitzschach wurde. In der österreichischen Bundesliga spielte Beim von 2002 bis 2005 für den SV Tschaturanga. Seine Elo-Zahl beträgt 2502 (Stand: Januar 2016), allerdings wird er bei der FIDE als inaktiv geführt, da er seit den Mannschaftswettkämpfen der Saison 2008/09 keine elo-gewertete Partie mehr gespielt hat. Seine höchste Elo-Zahl von 2570 hatte Beim im Januar und Juli 1996.

## Turniererfolge
- Herzliya 1993: 2./3. Platz
- Budapest April 1994: 1.–3. Platz
- Budapest Mai 1995: 1./2. Platz
- Linz 1997: 1. Platz,[4] punktgleich vor Zoltán Almási
- Schwarzach im Pongau 1997: 1. Platz
- Aschach / Donau 1997: geteilter 2. Platz[5]
- Odessa 2005 Efim Geller Memorial Turnier: geteilter 2. Platz

## Publikationen
- Understanding the Leningrad Dutch. Gambit Publications, ISBN 978-1-901983-72-2
- Chess Recipes from the Grandmaster's Kitchen. Gambit Publications, ISBN 978-1-901983-55-5
- How to Calculate Chess Tactics. Gambit Publications, ISBN 978-1-904600-50-3
- How to Play Dynamic Chess. Gambit Publications, ISBN 978-1-904600-15-2
- Lessons in Chess Strategy. Gambit Publications, ISBN 978-1-901983-93-7
- Paul Morphy, a modern perspective. Russell, ISBN 1-888690-26-7